# Jacareí
Jacareí är en stad och kommun i Brasilien och ligger i delstaten São Paulo. Folkmängden i kommunen uppgick år 2014 till cirka 225 000 invånare. Staden har idag växt samman med den större staden São José dos Campos, som ligger nordost om Jacareí.